# Симфония № 6 (Малер)
Симфо́ния № 6 ля минор — сочинение австрийского композитора Густава Малера, законченное в 1904 году и впервые исполненное под управлением автора в Эссене в 1906 году. Мрачный характер симфонии, беспрецедентной в симфонической эпопее Малера, закрепил за ней название «Трагической», хотя в авторской партитуре это программное название отсутствует.

## История создания
Шестую симфонию Малер, директор Венской оперы, писал, как и предыдущие, во время летнего отдыха в Майерниге; начало работы датируется летом 1903 года, завершение — летом 1904-го — оказалось необычно мучительным; мешала погода: то бури и проливные дожди, то невыносимая жара, — мешала тревога, порождённая ощущением творческого бесплодия; читая «Портрет Дориана Грея» О. Уайльда и «Исповедь» Л. Толстого, Малер, по его собственным словам, никак не мог собрать воедино разрозненные фрагменты. Вдохновение неожиданно вернулось во время путешествия в Доломитовые Альпы, и в конце августа он сообщил Гвидо Адлеру и Бруно Вальтеру о завершении работы. По мнению австрийского исследователя Эрвина Раца (первого президента Международного Малеровского общества), именно с этой симфонии начинается зрелый период в творчестве композитора.
Шестую симфонию называют «Трагической», но это название не принадлежит автору; если Малер и называл её так в кругу друзей (как утверждает, например, Бруно Вальтер), то официально такого заголовка ей не давал. Хотя, как и все предыдущие симфонии, она имела программу и вообще Малер считал, что начиная по крайней мере с Бетховена «нет такой новой музыки, которая не имела бы внутренней программы», в этот раз он не посвятил в свой замысел даже близких друзей. Ещё в 1902 году он писал одному из своих корреспондентов, что его попытки «дать для немузыкантов отправную точку и путеводитель для восприятия» с помощью названий — симфонии в целом или отдельных её частей — лишь порождали кривотолки. «Но ничего не стоит, — считал Малер, — такая музыка, о которой слушателю нужно сперва сообщить, какие чувства в ней заключены, и, соответственно, что он сам обязан почувствовать».
Трагический характер его Шестой симфонии, написанной в одно время с «Песнями об умерших детях», не нуждается в комментариях. Друг композитора Виллем Менгельберг, один из лучших интерпретаторов его музыки, писал об этой симфонии автору: «В ней передана потрясающая драма в звуках, титаническая борьба героя, гибнущего в страшной катастрофе», — и Малер в ответном письме поблагодарил его за слова «подлинного и глубокого понимания». Исследователей удивляет тот факт, что написана она была в едва ли не самый спокойный и, по крайней мере внешне, ничем не омрачённый период его жизни, когда Малер был счастливым мужем и счастливым отцом, а его работа в Венской опере, где триумф следовал за триумфом, ещё не была омрачена закулисной борьбой. И тем не менее здесь, как и в предыдущей симфонии, внешний мир предстаёт перед человеком непостижимым и иррациональным в своей враждебности; но если в Пятой, пишет Инна Барсова, композитор «приходит к победе героического мироощущения», то Шестая, напротив, — о тщетности всех личных усилий, о крахе «непостижимом в своей неожиданности». Впрочем, сам Малер ещё в июне 1901 года, в письме Максу Кальбеку, высказал убеждение, что подлинные враги человека — «не вне, а внутри его». В своё время и Пауль Штефан отметил, что Шестая симфония, хотя и иначе, чем Пятая, несла на себе отпечаток «тщетной внутренней борьбы с собственным миром».

### Первые исполнения
Относительно приёма его нового сочинения Малер уже никаких иллюзий не строил; поскольку критики обвиняли его в склонности загадывать слушателям трудные загадки, он говорил друзьям, что и Шестую симфонию разгадает лишь то поколение, которое «проглотит и переварит пять первых». Премьера симфонии состоялась спустя без малого два года после завершения — 27 мая 1906 года, в Эссене, под управлением автора. По свидетельству Альмы, во время репетиций Малер проявлял крайнюю нервозность и беспокойство, а дирижировал на премьере «почти плохо», стыдясь своих эмоций и боясь дать им волю. Менгельбергу внушало опасения состояние Малера после концерта: он как будто испытывал ужас перед своим созданием. Как это случалось с ним уже не раз, Малер чувствовал себя лишь инструментом некой властной, превосходящей его и тяготеющей над ним силы.
После эссенской премьеры композитор внёс в партитуру некоторые изменения, в том числе поменял местами — как считается, под чужим влиянием — скерцо и Andante; в такой редакции он исполнял симфонию в Мюнхене в ноябре того же года. Но уже в январе 1907-го, перед венской премьерой, Малер восстановил первоначальную последовательность; именно эта версия считается окончательной, в таком виде симфония была подготовлена к печати Международным Малеровским обществом в 1963 году. Другое изменение касалось ударов молота в финале (у композитора они ассоциировались с тремя ударами судьбы): Малер сократил число эпизодов с молотом с трёх до двух; остальные изменения касались инструментовки.

## Музыка

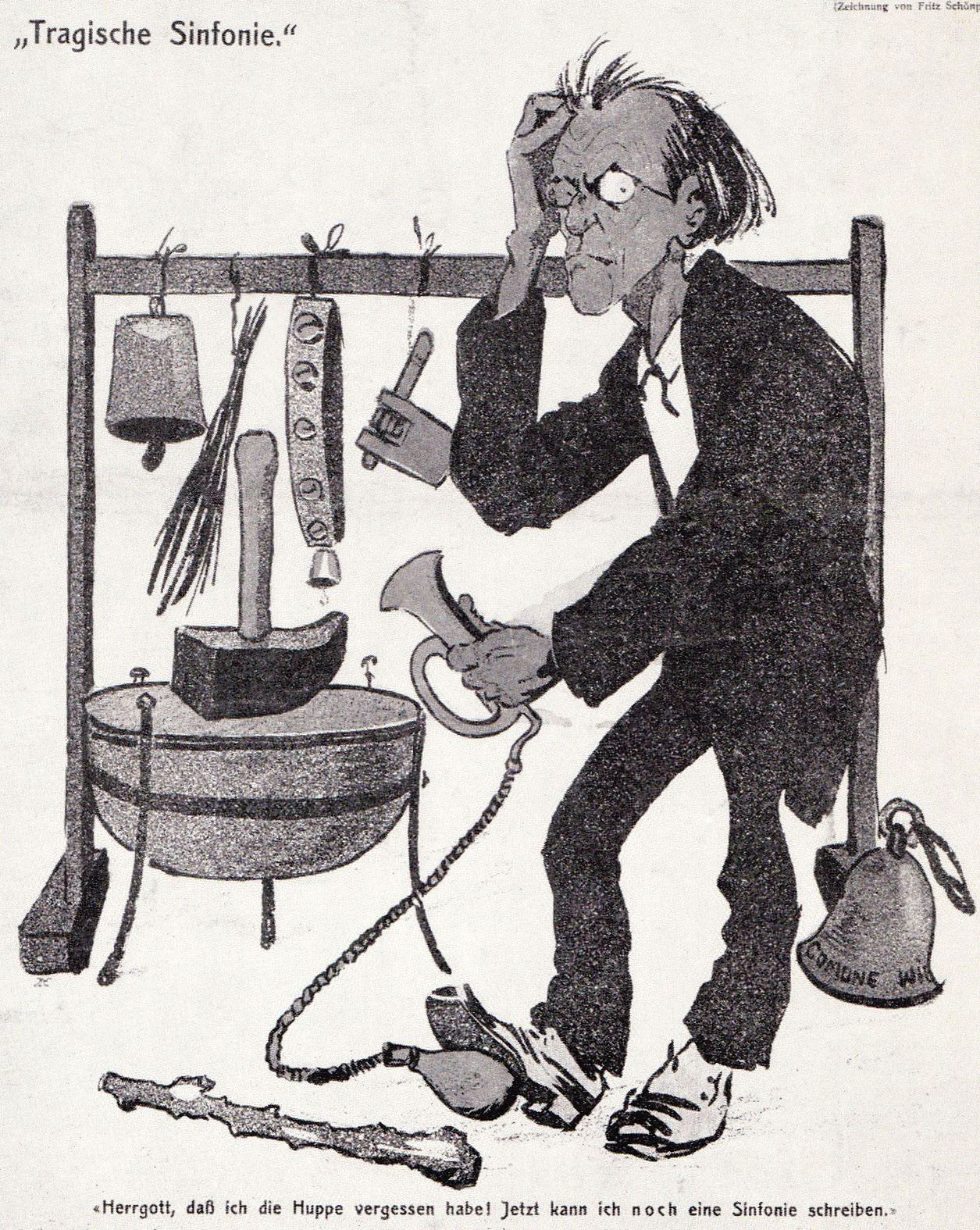
К изданию Шестой симфонии Малера: «Боже мой, я забыл автомобильный клаксон. Теперь мне придётся написать ещё одну симфонию!» (1907)

По мнению многих исследователей, именно с Шестой симфонии (а не с Пятой) начинается новый круг в инструментальной эпопее Малера. Как и первый, он начинается с внешне традиционного четырёхчастного цикла, на новом этапе осмысления мира композитор вновь отталкивается от сложившейся, классической формы. Но откровения Первой симфонии уже кажутся наивными в сравнении с жестоким трагизмом Шестой. К тому же и сходство с классическим циклом здесь сугубо внешнее: четырёхчастная структура Шестой симфонии основана на принципах, скорее противоположных классическим. Музыковеды сравнивают её с Девятой симфонией Л. ван Бетховена, в которой первые три части кажутся лишь прологом к финалу, — так же точно Пауль Беккер называл вступлением (нем. Vorspiel) к финалу три первые части Шестой симфонии Малера. От предыдущих её отличает и логика развития, сказавшаяся в первую очередь в местоположении апофеоза, — собственно, в Шестой их два: апофеозом (и это уникальное в музыке
Малера явление) увенчивается исполненная драматизма первая часть симфонии, но он перечёркивается следующими двумя частями; в финале преодоление трагической ситуации выливается в новый апофеоз, но тут же наступает перелом, знаменующий крушение.
Шестая симфония является антитезой Пятой в такой же мере, в какой Вторая была антитезой Первой, и не только в том, что крушение героя в финале опрокидывает оптимистическую — искусственно оптимистическую, по мнению многих исследователей, — концепцию Пятой симфонии. «Ни мир творчества, — пишет И. Барсова, — ни мечта о „золотом веке“ не кажутся ему более спасительным якорем в борьбе с неведомыми силами жизни. Человека, прошедшего сквозь все тернии борьбы — усилие воли и отчаяние, отрешённость одиночества и веру в себя, на пороге свершения надежды ждёт трагический конец — такова идея Шестой. Словно мысль, опережая ход событий, заглянула в грядущее, где воочию представилось ей, как обрывается линия жизни».
Первая часть написана в ля миноре — в тональности, которая у Малера всегда связана с трагическими переживаниями;
к традиционному итальянскому обозначению «Allegro energico, ma non troppo» (аллегро энергичное, но не слишком) композитор добавил немецкое — «Heftig, aber markig» («Резко, но полнозвучно, мощно»). Внешне эта часть представляет собой обычное сонатное аллегро — с экспозицией, разработкой и репризой. В экспозиции представлены три темы: главная партия — скандированный ритм марша, как власть судьбы, непререкаемый в своей размеренности и агрессивности; связующая партия — хорал, аскетически-созерцательный, заставляющий вспомнить А. Брукнера; но именно в сравнении с брукнеровскими хоралами, всегда исполненными веры, у Малера он воспринимается как «отрицательный»; по словам Т. Адорно, он никуда не ведёт и ничего не «подготавливает»; по мнению И. Барсовой, он только приоткрывает мир отрешённости от страдания и обладает притягательной силой запретного; побочная партия — самозабвенно лирическая, полная экспрессии, с четырьмя волнами нагнетаний, сквозь которые временами прорывается ритм марша, и падений — вызывает ассоциации уже с вагнеровским оркестром, с его обольстительной чувственностью. В теме побочной партии, по Барсовой — «не чуждой салонности, но тянущейся к пафосу», Альма Малер увидела свой музыкальный портрет; но это, считает А.-Л. де Ла Гранж, скорее та Альма, какой Малер хотел её видеть, с «несколько вынужденным» оптимизмом.
Разработка у Малера достаточно своеобразна: в побочной, лирической партии прорывается тема главной, маршевой, и подчиняет её своему драматическому развитию, а лирической антитезой неожиданно становится материал связующей партии — хорала. Во втором разделе разработки вдруг появляются коровьи колокольцы. «…Её горестная разорванность, — писал о первой части симфонии Арнольд Шёнберг, — сама собой рождает свою противоположность, неземное место с коровьими колокольцами, чьё холодное ледяное утешение проливается с тех высот, которых достигав лишь поднявшийся до полной примирённости и отрешённости; услышит его только тот, кто понимает, что нашёптывает голос свыше, лишённый животной теплоты». Но в репризе лирическая партия постепенно находит себя, подчиняет себе хорал и успешно противостоит тяжело движущейся, словно уставшей маршевой теме, — так рождается первый апофеоз.
Скерцо, также написанное в ля миноре, композитор обозначил как «нем. Wuchtig» («Мощно»), но относится это обозначение главным образом к первой теме — жёсткой, урбанистической музыке, в которой обычный для малеровских скерцо лендлер обретает черты марша; ей противостоит идиллия наивного миросозерцания, со скрытой цитатой из скерцо Четвёртой симфонии И. Брамса, тема с ремаркой «нем. Altfaeterisch» — старомодно. Наивность уже не вызывает у Малера ни любования, ни ностальгии, как это было в предыдущих симфониях; в третьем эпизоде сомнительную идиллию сменяет танцевальность гротескная, подчёркнуто угловатая; её сбивчивый, «хромающий» ритм вызывает ассоциации с неуклюжим танцем марионеток. Ла Гранжу это скерцо напоминает гротескный «Траурный марш в манере Калло» из Первой симфонии; по мнению И. Барсовой, контраст скерцо — это «контраст „страшного мира“ сегодня и некогда уютного, а ныне — старомодного, вытесненного из жизни „вчера“».
Третья часть, Andante moderato (умеренное анданте), написана в тональности ми-бемоль мажор; этот традиционный лирико-философский центр симфонии, на сей раз у Малера очень короток. Анданте, с гибкой и прозрачной оркестровкой в первом эпизоде, пасторальным вторым эпизодом, где вновь появляются коровьи колокольцы, противостоит жестокому миру симфонии в целом. Как и в Пятой симфонии, отказавшись от слова, Малер не отказывается от песни, и его Анданте — такая же песня без слов, как Адажиетто в Пятой, и так же перекликается с песней на стихи Ф. Рюккерта «Я потерян для мира», заканчивающейся словами: «Я живу один в моём небе, в моей любви, в моей песне» (нем. Ich leb' allein in meinem Himmel, in meinem Lieben, in meinem Lied), — и с песней «Первозданный свет» (нем. Urlicht) из Второй симфонии.
Финал симфонии, написанный в ля миноре, Allegro moderato — Allegro energico, представляет собой, как и первая часть, новаторски решённую сонатную форму. Это самая протяжённая часть симфонии; по мнению Ла Гранжа, она сама по себе — симфонический «роман» и превосходит всё, написанное Малером до Шестой симфонии. В развёртывании интонационной фабулы как далёкий маяк возникает тема апофеоза — неудачные попытки его становления; но здесь же вновь появляется и хорал, холодный, ещё более «отрицательный», чем в первой части. «С ещё большей остротой, нежели в первой части, — пишет И. Барсова, — звучит здесь тема борьбы с враждебным миром, ещё отчаяннее мечется дух между волевыми усилиями, подчас безмерными, и отрешением от деятельности, тем страшным отрешением, сквозь которое уже просвечивает холодное спокойствие смерти». Мелодические волны на протяжении финала трижды достигают трагических кульминаций; помимо полного tutti, с литаврами и большим
барабаном, Малер привлекает для них и тройные удары молота — как три удара судьбы. Скорбный речитатив тромбонов в конце звучит как последнее слово приговорённого, которое обрывается последним — и окончательным — «ударом» tutti.

## Состав исполнителей
Начиная с относительно камерной Четвёртой симфонии состав оркестра у Малера последовательно разрастался: партитура Шестой предполагает уже усиленную струнную группу, 4 флейты, флейту-пикколо, 4 гобоя, английский рожок, 3 кларнета, кларнет-пикколо, бас-кларнет, 3 фагота, контрафагот, 8 валторн, 6 труб, 4 тромбона, тубу, большую группу ударных — 2 литавры, колокольчики, ксилофон, челесту, пастушьи колокольца, низкие колокола, большой барабан, малый барабан, треугольник, 2 пары тарелок, прутья, тамтам, молот — и 2 арфы.

## Дальнейшая судьба
По свидетельству Бруно Вальтера, Малер научился спокойно и даже с юмором относиться к нелестным отзывам о своих сочинениях, «казалось, был почти глух к хвале и хуле критики». Лишь однажды, по мнению композитора, критика перешла «все дозволенные границы» — когда ему довелось прочесть о своей музыке: «Порою можно подумать, что находишься в кабаке или в конюшне». «Тем сильнее, — пишет Бруно Вальтер, — все были потрясены, увидев, что после первого исполнения Шестой симфонии (…) его чуть не до слёз расстроил отрицательный отзыв одного очень известного музыканта. Не помню, чтобы мне ещё когда-либо довелось видеть его в таком состоянии, и уверен, что необычайная чувствительность объясняется в большой степени тем потрясением, которое вызвала в нём мрачность его собственной симфонии».
Критики и в этот раз Малера не пощадили. Были, правда, и хвалебные отзывы, например Юлиуса Корнгольда: «Темперамент революционера… Артистическая натура… не знающая ни границ, ни оглядок, подчинённая только своим идеалам, непреклонно им следующая в жизни; и вместе с тем — современный нервный человек со всеми его порывами и сомнениями», — но выражения искреннего восхищения тонули в потоках хулы. Особенно в Вене, где премьера симфонии состоялась в январе 1907 года, на фоне обострившегося конфликта в Венской опере: за Малера-директора пришлось расплачиваться Малеру-композитору. «Неслыханно много меди! — писал Г. Рейнхардт, сочинитель оперетт. — Ещё больше меди! Одной меди!.. Тематическая разработка, контрапункт равны нулю… Мы никогда не думали, что Венская Придворная опера может пасть так низко». Даже поклонник Малера Теодор Адорно много лет спустя по поводу этой симфонии перефразировал известную пословицу: «Всё плохо, что плохо кончается». Ла Гранж счёл своим долгом оправдать Малера: каждый человек переживает моменты абсолютного отчаяния, и пессимизм Шестой был необходимым этапом в творческой эволюции композитора. Леонард Бернстайн, напротив, меньше всего был склонен считать недостатком мрачность этой симфонии, как и отдельных частей других, — чуткий художник, Малер уловил начало крушения того мира, в котором жил, и предсказал все катаклизмы XX века: «Только спустя пятьдесят, шестьдесят, семьдесят лет мировых разрушений… мы можем, в конце концов, слушать музыку Малера и понимать, что она предсказывала всё это».
Действительно, Шестая симфония после смерти Малера долгое время не принадлежала к числу наиболее исполняемых, об этом свидетельствует и тот факт, что первые её записи относятся лишь к 50-м годам, и их было всего пять: самая первая, студийная, запись была сделана в 1952 году в Вене Чарльзом Адлером; вторую, концертную, осуществил в 1954 году в Роттердаме Эдуард Флипсе; ещё две концертные записи принадлежат Димитрису Митропулосу (1955 и 1959) и одна Эдуардау ван Бейнуму. Но уже в следующее десятилетие количество записей приблизилось к двадцати, и на 2013 год их насчитывалось свыше ста пятидесяти; не по одному разу симфонию записывали Леонард Бернстайн, Джон Барбиролли, Герберт фон Караян, Клаудио Аббадо. В СССР первая запись Шестой симфонии, как и ряда других, принадлежит Кириллу Кондрашину и датируется 1978 годом.

### В театре
В 1984 году хореограф Джон Ноймайер поставил балет «Шестая симфония Густава Малера» на музыку этого произведения (Гамбургский балет, Германия).